# Tobias Willi (Organist)
Tobias Willi (* 7. November 1976 in Brugg) ist ein Schweizer Organist und Professor an der Zürcher Hochschule der Künste (ZHdK).

## Leben
Tobias Willi studierte von 1997 bis 2003 an der Hochschule für Musik Basel mit den Hauptfächern Orgel bei Guy Bovet (Lehr- und Solistendiplom mit Auszeichnung) und Klavier bei Heinz Börlin und Jürg Wyttenbach (Lehrdiplom mit Auszeichnung). Von Herbst 2003 bis Sommer 2005 absolvierte er ein Aufbaustudium am Conservatoire National Supérieur de Musique et de Danse de Paris (CNSMDP) in der Orgelklasse von Olivier Latry und Michel Bouvard. In diesem Rahmen erfolgte eine intensive Auseinandersetzung mit der französischen Orgelmusik von der Renaissance bis zur Moderne.
Von Januar 2007 bis November 2014 war Willi Hauptorganist der reformierten Kirchgemeinde Pfäffikon. Seit Januar 2015 arbeitet er als Hauptorganist der Johanneskirche Zürich.
Als Professor für künstlerisches Orgelspiel sowie für Improvisation unterrichtet Willi seit Frühlingssemester 2010 an der Zürcher Hochschule der Künste (ZHdK), wo er seit August 2020 auch das Profil Kirchenmusik leitet.
Überdies konzertiert Willi regelmässig in der Schweiz und in ganz Europa (u. a. am Lucerne Festival 2004, am Feldkirch Festival 2009, in Notre-Dame de Paris, im Dom zu Fulda, im Freiburger Münster, im Mariinski-Theater St. Petersburg und in den Kathedralen von Bourges und Monaco). Er betätigt sich dabei nicht nur als Solist, sondern auch in verschiedenen Duo-Besetzungen – etwa zusammen mit dem Schweizer Saxophonisten Lars Mlekusch.
Das Repertoire von Tobias Willi umfasst Orgelmusik von ihren Anfängen bis zur Gegenwart. Die Musik des 19. bis 21. Jahrhunderts – im Besonderen aus Frankreich, England und der Schweiz – stellt einen Schwerpunkt seines Schaffens dar. Davon zeugen auch zahlreiche Uraufführungen (von Jean-Pierre Leguay, Mattias Steinauer, Junghae Lee u. a.). In den Jahren 2014 und 2015 brachte er in Zürich ausserdem das Gesamtwerk für Orgel von Olivier Messiaen in sechs Konzerten zur Aufführung. Darüber hinaus verwirklicht Willi unterschiedliche interdisziplinäre Projekte, etwa das improvisierte Begleiten von Stummfilmen an der Orgel.

## Publikationen (Auswahl)

### Tonträger
- Aargauer Orgelmusik im 20. Jahrhundert. MGB, Zürich 2006.
- Mensch, werde wesentlich. Geistliche Werke von Adolf Brunner. Spektral, Regensburg 2016.
- Die neue Kuhn-Orgel der Tonhalle Zürich. Live-Aufnahmen aus der Orgelnacht vom 25. September 2021. Organ – Schott Music & Media, Mainz 2021.

### Aufsätze
- Olivier Messiaen – ein liturgischer Komponist? In: Musik & Gottesdienst, 62. Jahrgang, Nr. 5 / September 2008.
- Autour de Jehan Alain – eine Annäherung. In: Musik & Gottesdienst, 65. Jahrgang, Nr. 6 / November 2011.
- André Fleury (1903–1995). In: Musik & Gottesdienst, 68. Jahrgang, Nr. 5 / September 2014.
- Viel bewundert, kaum bekannt – zum Orgelschaffen von Charles Tournemire. In: Musik & Gottesdienst, 70. Jahrgang, Nr. 6 / November 2016.
- 50 Jahre Cours international d’Orgue de Romainmôtier. In: Musik & Gottesdienst, 72. Jahrgang, Nr. 4 / Juli 2018.
- Pariser Orgelmusik zur Zeit der "Années folles" – Die Faszination der Gegensätze. In: Musik & Gottesdienst, 74. Jahrgang, Nr. 4 / Juli 2020.
- Zum Orgelwerk von Paul Müller-Zürich. In: Musik & Gottesdienst, 77. Jahrgang, Nr. 3 / Mai 2023.
- Charles Villiers Stanford (1852-1924). In: Musik & Gottesdienst, 78. Jahrgang, Nr. 4/5 / Juli/September 2024.
- Alfred Baum und Samuel Ducommun. In: Musik & Gottesdienst, 79. Jahrgang, Nr. 3 / Mai 2025.